# C’t Fotografie
c’t Fotografie ist eine deutsche Fotozeitschrift. Das Magazin wird als Ableger der Computerzeitschrift c’t vom Heise Zeitschriften Verlag publiziert.
Ab 2002 war c’t Digitale Fotografie, damals noch unter dem Titel c’t magazin für computertechnik Sonderausgabe: c’t special Digitale Fotografie  und c’t magazin für computertechnik Sonderausgabe: c’t Digitale Fotografie, ein unregelmäßig erscheinendes Sonderheft der c’t.
Seit Dezember 2009 erschien die Zeitschrift vierteljährlich, seit Februar 2014 alle zwei Monate. Mit der ersten Ausgabe 2020 erfolgte die Umbenennung der Zeitschrift in c’t Fotografie. Chefredakteur ist Torsten Beeck.

## Inhalte

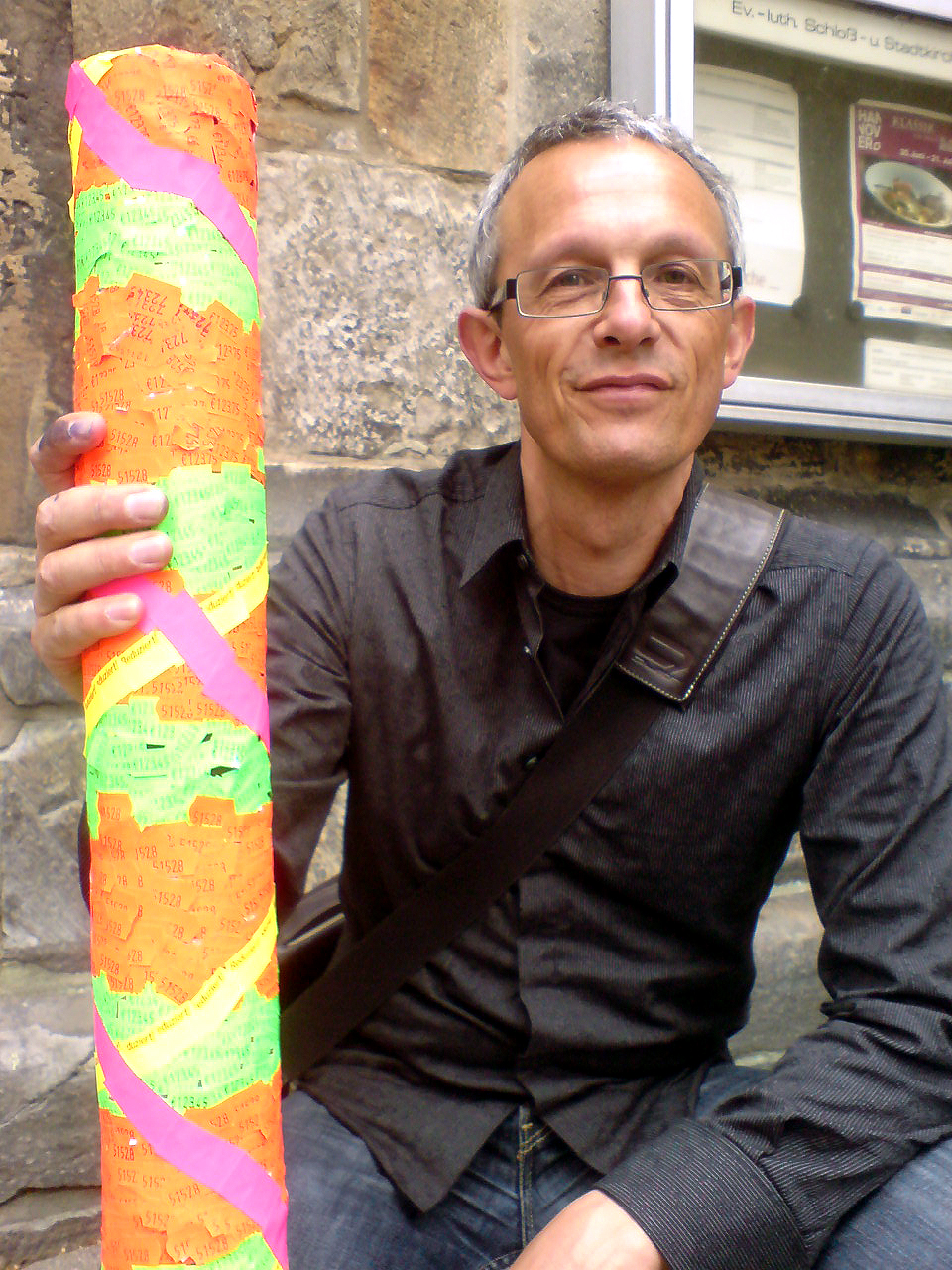
Bis März 2023 Chefredakteur Jürgen Rink

c’t Digitale Fotografie bietet Artikel zu Themen der Fotografie. Workshops über beispielsweise Porträtfotografie, Kinderfotografie oder Naturfotografie widmen sich künstlerischen Aspekten. Weitere Beiträge bringen dem Leser den Umgang mit Bildbearbeitung näher. Die Präsentation von Fotos in digitaler Form oder als hochwertige Drucke ist ebenfalls ein Kernthema. Tests von Kameras, Objektiven und Software bilden weitere Schwerpunkte des Magazins.
c’t Digitale Fotografie richtet sich an ambitionierte Amateurfotografen.
Wie bei nahezu jeder Fotozeitschrift sind Kamera-, Zubehör- und Softwaretests fester Bestandteil der c’t Digitale Fotografie. Im Unterschied zur Konkurrenz nennt das Magazin jedoch keine Testsieger, sondern stellt in einem Test-Fazit Stärken und Schwächen der untersuchten Produkte zusammen. Dem Leser soll damit eine je nach Budget und Einsatzzweck bedarfsgerechte Entscheidung ermöglicht werden.

## Auflagenstatistik
Im vierten Quartal 2014 lag die durchschnittliche verbreitete Auflage pro Ausgabe nach IVW bei 31.294 Exemplaren. Das sind durchschnittlich 3.572 weniger Hefte pro Ausgabe (−10,24 %) als im Vergleichsquartal des Vorjahres. Die Abonnentenzahl nahm innerhalb eines Jahres um durchschnittlich 1.081 Abonnenten pro Ausgabe auf 12.171 zu (+9,75 %); damit bezogen rund 38,89 % der Leser die Zeitschrift im Abo. Seit 2015 sind die Verkäufe, nach der Erhöhung der Erscheinungsfrequenz, im Einzelhandel deutlich eingebrochen, während die Abonnentenzahl bis 2020 nahezu konstant blieb und so der Abonnentenanteil auf etwa die Hälfte der Gesamtverkäufe stieg.
Die IVW erfasst die Zahlen dieser Zeitschrift seit 2011.
2014 wurde die Erscheinungsfrequenz von vier- auf sechsmal jährlich erhöht.
Seit dem 1. Quartal 2019 ist in dieser Auswertung auch die ePaper-Auflage enthalten.